# Aleksiej Samsonow
Aleksiej Kiriłłowicz Samsonow (ros. Алексей Кириллович Самсонов, ur. 1894 we wsi Jelkino w guberni kałuskiej, zm. 1937) – radziecki działacz państwowy.

## Życiorys
W marcu 1917 wstąpił do SDPRR(b), w styczniu-lutym 1918 był przewodniczącym rady gminnej w guberni kałuskiej, potem przewodniczącym komitetu wykonawczego kałuskiej rady powiatowej, a 1920-1925 przewodniczącym komitetu wykonawczego kałuskiej rady gubernialnej. W latach 1926–1930 był zastępcą ludowego komisarza ubezpieczeń socjalnych RFSRR, potem kolejno przewodniczącym Państwowej Komisji Planowej przy Radzie Komisarzy Ludowych Baszkirskiej ASRR i pracownikiem Komitetu Wykonawczego Stalingradzkiej Rady Krajowej.